# محلل البرامج
في فريق تطوير البرامج، يكون محلل البرامج هو الشخص الذي يقوم بدراسة مجال تطبيقات البرامج وإعداد مستند متطلبات البرامج والمواصفات مواصفات متطلبات البرامج يكون محلل البرامج نفسه هو الشخص الوسيط بين مستخدمي البرامج ومطوري هذه البرامج. تعمل هذه الوساطة على نقل مطالب مستخدمي البرامج إلى المطورين. يُتوقع من محلل البرامج أن يكون متحليًا بالمهارات التالية:
- معرفة عملية بتقنية البرامج
- خبرة ومعرفة ببرمجة الكمبيوتر
- معرفة عامة بالأنشطة التجارية
- مهارات حل المشكلات والحد منها
- مهارات تكوين علاقات مع الأشخاص
- التحلي بالمرونة والقدرة على التكيف